# ガヴリル・バリント
ガヴリル・バリント（Gavril Balint, 1963年1月3日 - ）は、ルーマニア、ビストリツァ＝ナサウド県スンジェオルズ＝バイ出身の元サッカー選手、サッカー指導者。

## 経歴
1981年にステアウア・ブカレストでデビュー。10年間で1984-85シーズンよりリーグを5連覇したほか、4度のルーマニア・カップのタイトルを獲得。1986年にはUEFAチャンピオンズカップ優勝を果たし、UEFAスーパーカップも手にした。1989-90シーズンにはリーグ19得点を挙げて得点王に輝いた。1990年に100万ドルの移籍金でレアル・ブルゴスへ移籍。1993年に引退。
ルーマニア代表として34試合に出場して14得点を記録。1981年のワールドユース選手権や1990年のFIFAワールドカップの代表メンバーにも選出された。
現役引退後の1994年からは、1998年までルーマニア代表のアシスタントコーチを務めた。その後スポルトゥル・ストゥデンツェスクを率い、2000年に再びルーマニア代表のアシスタントコーチに就任。2000-01シーズンにミルチェア・ルチェスクの下ガラタサライのアシスタントコーチとなった。シーズン終了後に三度ルーマニア代表のアシスタントコーチとなり、ゲオルゲ・ハジを支えた。
2002年にはモルドバのクラブシェリフ・ティラスポリで、自身2度目となるヘッドコーチに就任した。翌年に再びスポルトゥル・ストゥデンツェスクの監督となり、当時2部リーグに所属していたクラブを昇格させた。2004年には再びガラタサライのアシスタントコーチに就任。2005年にはポリテフニカ・ティミショアラのアシスタントコーチとなった。2008-09シーズンにはFCティミショアラの監督に就任。2010年には、モルドバの監督に就任した。

## 獲得タイトル
- リーガ1：5回 (1984-85, 1985-86, 1986-87, 1987-88, 1988-89)
- クパ・ロムニエイ：4回 (1984-85, 1986-87, 1987-88, 1988-89)
- UEFAチャンピオンズカップ：1回 (1985-86)
- UEFAスーパーカップ：1回 (1986)

## エピソード
- 音楽とハーレーダビッドソンに情熱を注いでおり、自分のCDを販売したこともある。
- 2001年のルーマニア代表、2004-05シーズンのガラタサライ、2005-06シーズンのポリテフニカ・ティミショアラと、3つの異なるチームでゲオルゲ・ハジの下アシスタントコーチを務めた。